# María Auxiliadora Balladares
María Auxiliadora Balladares (Guayaquil, 1980) es una escritora y catedrática ecuatoriana.

## Trayectoria literaria
Se inició en la literatura con la publicación de cuentos que aparecieron en distintas antologías locales. Con el relato Jamón serrano ganó el segundo lugar en la décima Bienal de Cuento Pablo Palacio.
Su primer libro fue la colección de relatos Las vergüenzas, publicado en 2013. La obra está conformado por diez cuentos y fue bien recibida por la opinión crítica ecuatoriana. Entre los cuentos del libro destaca En el sótano, escrito originalmente en 1999 y que cuenta la historia de dos niños que descubren la relación homosexual de su padre con el hombre a quien había hecho pasar durante años como su hermano.
En 2017 publicó el poemario Animal, que fue inspirado por su afinidad hacia los animales y su relación con lo salvaje. La obra obtuvo el segundo lugar en el séptimo Festival de la Lira de Cuenca.
Su poemario Guayaquil ganó a su vez el primer lugar en el Premio Pichincha de Poesía 2017. La obra, publicada en 2019 por el Consejo Provincial de Pichincha, reúne 22 poemas que presentan las experiencias de la autora durante un viaje a Guayaquil a modo de bitácora poética. La escritora y crítica literaria Daniela Alcívar Bellolio destacó del libro la exploración de temáticas como el cuerpo femenino, la pérdida y el amor lésbico. Señaló además al poema «A mí también me gusta Marosa di Giorgio» como uno de los más potentes de la obra.
A finales de 2022 publicó el poemario Acantile duerme piloto, que incluía doce poemas de amor y con el que obtuvo al año siguiente el Premio Jorge Carrera Andrade, otorgado por la municipalidad de Quito al mejor libro de poesía del año.

## Obras

### Poesía
- Animal (2017)
- Guayaquil (2019)
- Caballo y arveja (2021)[15][16]
- Acantile duerme piloto (2022)
- A la hora del mar sé la niebla (2023)
- URUX Una correspondencia (2024)

### Otros
- Las vergüenzas (2013), cuentos
- Todos creados en un abrir y cerrar de ojos (2015), ensayo[17][18]